# Klaus Heuser

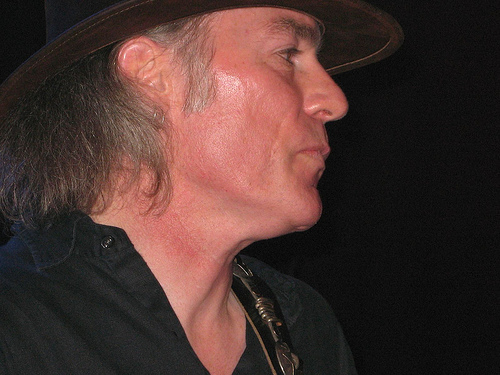
Klaus „Major“ Heuser (2006)

Klaus „Major“ Heuser (* 27. Januar 1957 in Leverkusen) ist ein deutscher Musiker und Produzent, der als Gitarrist und Songschreiber der Kölner Rockband BAP bekannt wurde. Er komponierte u. a. die Songs Verdamp lang her und Do kanns zaubere.

## Werdegang
Heuser studierte Ende der 1970er Jahre in Köln Germanistik und Musik und lernte dort Wolfgang Niedecken, den Kopf der Gruppe BAP, nach dessen Konzert im Kellerclub Basement kennen. Ab der zweiten BAP-LP war Heuser von 1980 bis 1999 Mitglied der Band und prägte, als musikalischer Direktor einen zeitgenössischen internationalen Geschmack berücksichtigend, deren musikalischen Stil entscheidend mit. Er schrieb u. a. die Musik zu den Songs Verdamp lang her, Frau ich freu mich, Do kanns zaubere und Alles em Lot.
Die Gründe für seinen Ausstieg 1999 bei BAP beschrieb er im Juli 2013 in einem Interview mit der Neuen Osnabrücker Zeitung: Er habe sich seinerzeit die Frage gestellt, ob er bis ins hohe Alter „in irgendwelchen Hallen oder Festzelten“ die immer gleichen BAP-Hits wie Verdamp lang her spielen wolle. „Die Antwort war: Ich habe nur ein Leben, und ich will auch noch mal etwas anderes ausprobieren.“ Nach dem Ausstieg bei BAP nahm er zwei Jahre Privatunterricht in klassischer Gitarre bei Hubert Käppel.
1981 nahm Heuser u. a. mit Wolf Maahn unter dem Namen Neue Heimat Ich bau dir ein Schloss von Heintje im Stil der Neuen Deutschen Welle auf. Weder Maahn noch Heuser hatten Interesse, das Projekt fortzuführen, und die Band entwickelte sich zur Begleitband von Purple Schulz. 1982 schrieb er für das Lied Sonne statt Reagan von Joseph Beuys die Musik und spielte bei der Aufnahme Gitarre. 
Heusers Markenzeichen ist ein Lederhut; er trägt ihn auf ärztlichen Rat nach einer Hautkrebs-Erkrankung. Sein Spitzname leitet sich von der Figur des Major Healey aus der Fernsehserie Bezaubernde Jeannie ab: Anlässlich einer Diskussion über Vorabendfernsehserien aus den USA kam die Frage auf, wie die männliche Hauptfigur hieß. Als endlich der Name gefunden wurde, war Heuser so sehr davon amüsiert, dass ihm fortan der Name Major anhaftete.
Im Februar 2006 erschien das Album Major & Suzan, das Heuser gemeinsam mit der Berliner Sängerin Susanne Werth aufgenommen hat. Bei einer Talkshow in der Bonner Harmonie im Dezember 2008 traf er auf den Blues-Gitarristen Richard Bargel. Die spontane Jam-Session der Musiker war zugleich auch die Geburtsstunde des gemeinsamen Projekts Men in Blues. Am 12. Dezember 2009 fand das erste geplante Konzert der beiden Musiker statt. Seitdem traten sie regelmäßig gemeinsam mit einer zweiköpfigen Begleitband auf. Im Februar 2012 erschien die gemeinsame CD von Heuser und Bargel, Men in Blues. Nachdem Bargel im Herbst 2012 einen Hörsturz erlitten hatte, mussten weitere Bandaktivitäten eingestellt werden.
Heuser gründete darauf die nach ihm benannte Klaus Major Heuser Band, die im Mai 2013 ihr erstes Album Men in Trouble veröffentlichte; das zweite Album der Band trägt den Titel 57 und erschien im September 2014. Im April 2016 folgte das Album What’s up?, die dazugehörige Tournee war bis 2017 terminiert. Ende August 2018 erschien das Album And Now?!, ebenfalls mit anschließender Tournee.
Zudem arbeitete Heuser mit Hubert Käppel an einem gemeinsamen Projekt für eine Konzert- und Informationsreihe über Gitarrenmusik. Die Pläne scheiterten 2013, weil sich bei Heuser eine Nervenkrankheit im Mittelfinger der rechten Hand ausbildete, die ihn bis auf weiteres daran hindert, auf dem für eine solche Aktivität erforderlichen Niveau Gitarre zu spielen. Heusers musikalische Vorbilder sind die Rolling Stones mit Keith Richards sowie Eric Clapton und Rory Gallagher.

## Privatleben
Heuser ist seit 1986 verheiratet. Gemeinsam mit seiner Frau Marion, die acht Jahre im Kölner Stadtrat war, lebt er in Köln. Das Paar hat einen erwachsenen Sohn.